# Republika Raguzy
Republika Raguzy (czasami Republika Dubrownicka) – wolna republika kupiecka, istniejąca od połowy średniowiecza do 1809 r., o ustroju arystokratycznym, pod zwierzchnością kolejno: Bizancjum (do 1205), Wenecji (do 1358), Węgier (do 1526), a w końcu Imperium Osmańskiego. Rozciągała się od Kleku na północnym zachodzie do Zatoki Kotorskiej na południu, ze stolicą w Raguzie (w 1909 r. nazwa miasta została zmieniona na Dubrownik).
Utrzymywała swoją niepodległość głównie dzięki zręcznej dyplomacji, polegającej na sprytnym lawirowaniu między Imperium Osmańskim a Wenecją.
Podstawą bytu republiki było przede wszystkim pośrednictwo w handlu między Wschodem a Zachodem. Miała flotę z 300 okrętami i własny system monetarny. Okresami, zwłaszcza po dużych stratach floty weneckiej w XVI w., jej flota była największą na Adriatyku i jedną z większych na Morzu Śródziemnym. Poza milicją miejską, strzegącą potężnych fortyfikacji miasta Raguzy, Republika nie posiadała armii.
Jej przedstawicielstwa dyplomatyczne oraz kupieckie faktorie rozrzucone były na Bałkanach i na wybrzeżu Adriatyku. Przez Raguzę wędrowały towary z Azji Mniejszej do Włoch i odwrotnie, przede wszystkim złoto i srebro, skóry i wełna, miedź i wosk, jedwab i sukno, przyprawy korzenne i broń. Rosnąca siła gospodarcza powodowała rozwój kulturalny miasta, którego największy rozkwit przypadł na XV-XVI w.
W Republice panował demokratyczny, jak na owe czasy, system rządów. Władza należała do 29 rodów szlacheckich oraz wybieranego na rok lub miesiąc księcia-rektora. Rolę parlamentu pełniły Wielka Rada i Mała Rada, zaś Rada Uproszonych stanowiła odpowiednik dzisiejszego senatu.
Patronem Republiki był św. Błażej, symbolem – biała flaga. Zawołaniem i hasłem było „libertas” (wolność).
Republika straciła na znaczeniu po odkryciu Ameryki i związanej z tym zmianie szlaków handlowych. Prawdopodobnie w wyprawie Kolumba brało udział co najmniej dwóch mieszkańców Raguzy. Paradoksalnie, niekorzystne dla niej okazało się również osłabienie potęgi tureckiej.
Tragedii dopełniły również klęski żywiołowe, epidemie i zarazy, także zdarzające się coraz częściej trzęsienia ziemi, w tym najtragiczniejsze w 1667 roku. Odtąd republika chyliła się ku upadkowi.
W 1806 roku do zagrożonej przez wojska rosyjskie Raguzy wkroczyły wojska Napoleona. W 1808 roku Francuzi zadecydowali o likwidacji republiki, a w kolejnym roku Dubrownik wcielono do Prowincji Iliryjskich.
Ważne daty z historii Republiki:
- 1296 – budowa kanalizacji w Dubrowniku
- 1317 – otwarcie najstarszej, do dziś działającej apteki
- 1395 – najstarsze w Europie prawo o ubezpieczeniach
- 1172, 1196, 1215, 1228, 1252–1254, 1265–1268, 1275, 1301–1302, 1317–1318, 1325, 1328 – oblężenia Dubrownika przez Serbię
- 1667 – trzęsienie ziemi

## Znane postacie
- Gjon Gazulli (1400-1465) – pisarz, dyplomata i astronom
- Benedetto Cotrugli (1416-1469) – ekonomista
- Marin Držić (1508-1567) – pisarz
- Ivan Gundulić (1588-1638) – poeta
- Ruđer Josip Bošković (1711-1787) – fizyk
- Luka Sorkočević (1734-1789) – kompozytor